# Томалес
Томалес (на английски: Tomales) е населено място в окръг Марин, в района на залива на Сан Франциско, щата Калифорния, Съединените американски щати.
Той е с население от 210 души (2000).
1. ↑  data.census.gov //   Посетен на 1 януари 2022 г.